# Rumination (psychologie)
Pour les articles homonymes, voir Rumination.
Dans les domaines de la psychologie et de la psychiatrie, la notion et l'expression de « rumination mentale » désignent la tendance de certains individus à se concentrer sur des informations négatives (douleur, symptômes dépressifs, échec...). C'est une "pensée involontaire" et répétitive, qui serait une tentative, mise en échec, de réponse à une détresse psychologique, à une douleur morale. Elle se traduit par une lamentation répétitive focalisée sur les symptômes de la détresse et/ou sur ses causes et conséquences possibles ou supposées. 
Ce comportement est individuel mais il présente parfois des aspects « partagés » (« Co-rumination » dans le couple, dans la famille ou dans un collectif). La rumination est jugée plus commune chez les individus pessimistes, névrosés et agissant d'une manière négative ; c'est un risque (significatif à majeur) associé à la dépression. 
Les individus qui ruminent ne sont pas forcement atteints de dépression, mais certaines études ont démontré que des individus qui ruminaient sont sujets à une plus grande dépression. Ce type de rumination semble souvent lié à l'anxiété généralisée, au stress post-traumatique, à une consommation d'alcool excessive, à des troubles des conduites alimentaires et aux automutilations.
Dans d'autres contextes, la rumination n'est pas négative, ainsi la pensée créative, scientifique et artistique peut aussi prendre la forme d'une rumination mentale, mais il s'agit alors pour l'esprit et le cerveau de travailler mentalement un problème ou un souhait profond pour tenter d'y trouver une solution.

## Rumination occasionnelle, normale
Quand elle est occasionnelle, la rumination est considérée comme normale. Excessive, elle peut nuire, et conduire à la dépression, mais penser aux causes de la rumination et en parler dans un contexte relationnel peut aider à surmonter des problèmes. Inversement, ressasser des problèmes rapproche de la dépression.

## Théorie de la rumination
Martin et Tesser ont proposé et développé dans les années 1980 et 1990 une « théorie de la rumination », décrivant les comportements individuels, apparemment non justifiés, de ressassement incontrôlable de certaines pensées négatives. Selon cette théorie, ce type de rumination est une forme de pensée souvent contre-productive, qui est « relative à un décalage entre un objectif poursuivi et un état actuel ». Ruminer à propos d'un problème est une forme de pensée en boucle organisée autour du ressassement mémoriel du passé, ou d'une situation présente ou future (solastalgie) perçue comme angoissante.

## Prédicateur de l'intensité ou de la durée d'une dépression?
L'intensité de la rumination a autrefois été perçue comme prédicateur de la durée des symptômes dépressifs.
Cette pensée en boucle, si elle n'est pas mise en conscience et gérée ou soignée, peut empêcher une personne de sortir de sa dépression. Mais des preuves suggèrent désormais que même si la rumination contribue à la dépression ou en est l'une des expressions, elle n'annonce pas la durée des symptômes. 
Elle a de nombreux points communs avec le sentiment d'inquiétude, mais la rumination est généralement une pensée circulaire, très focalisée sur certaines émotions, une ou quelques mauvaise(s) expériences passées, un aspect d'une situation difficile ou d'un futur perçu comme menaçant, alors que l'inquiétude se focalise sur un contexte ou des événements actuels ou à venir.

## Liens avec l'inquiétude, l'anxiété
La rumination et l'inquiétude sont toutes les deux associées à l'anxiété (à l'anxiété sociale en particulier) et à d'autres états émotionnels « négatifs », parfois très autocentrés et sources et/ou conséquences de biais cognitifs.

## Liens avec la perception de la douleur
Une hypothèse est que cette attitude peut aussi souvent contribuer à aggraver l'intensité des douleurs perçues (phénomène dit de « dramatisation de la douleur »), qui se manifesterait par la tendance pour une personne (ou un groupe) à décrire une expérience de douleur en termes plus exagérés que ne le ferait une personne moyenne,. 

## Thérapies
La thérapie cognitive permet de traiter ce trouble, d'en diminuer l'intensité (et celle d'une dépression associée) en favorisant des changements dans les styles d'adaptation cognitive.